# Regionalverkehr Ruhr-Lippe

Früheres Logo der RLG

Logo Stadtbus Arnsberg

Der Regionalverkehr Ruhr-Lippe GmbH (RLG) ist ein Verkehrsunternehmen der öffentlichen Hand, das in Westfalen als Eisenbahninfrastrukturunternehmen mehrere Bahnstrecken betreibt, als Eisenbahnverkehrsunternehmen Güterverkehr durchführt und im Busverkehr tätig ist.

## Geschichte
Als Nachfolgeunternehmen der AG Ruhr-Lippe-Eisenbahnen (RLE) wurde am 24. Januar 1979 die Regionalverkehr Ruhr-Lippe GmbH (RLG) in Soest gegründet.
Gesellschafter dieses Verkehrsunternehmens sind die Westfälische Verkehrsgesellschaft mbH, die auch die Geschäfte führt, ferner die Kreise Hochsauerlandkreis und Kreis Soest. Weiter sind beteiligt die Städte Arnsberg, Brilon, Erwitte, Hallenberg, Hamm, Marsberg, Medebach, Olsberg, Rüthen, Soest, Sundern, Warstein, Werl und Winterberg sowie die Gemeinden Anröchte, Ense, Lippetal, Möhnesee und Welver.
In der Gesellschaft wurden zusammengefasst:
- die Bahnstrecken Hamm–Lippborg und Neheim-Hüsten–Arnsberg Süd der RLE samt dem RLE-Busbetrieb
- die Bahnstrecke Neheim-Hüsten–Sundern samt Busbetrieb
- die Verkehrsbetriebe Kreis Brilon – Kleinbahn Steinhelle–Medebach – (nur Busbetrieb)
- der Teilbetrieb Brilon–Warstein–Lippstadt des Busverkehrs der Westfälischen Landes-Eisenbahn

Betriebsleitungen des Eisenbahn-Güterverkehrs befinden sich in Hamm und Hüsten Ost; für den Omnibusverkehr sind die Betriebshöfe Arnsberg, Brilon, Lippstadt und Soest zuständig.
Der Betrieb des restlichen Güterverkehrs der Westfälischen Landes-Eisenbahn im Stadtbereich Soest (ab 1973 von der RLE übernommen) war nur von relativ kurzer Dauer. Er wurde ab Mai 1987 von der Deutschen Bundesbahn durchgeführt und am 31. Dezember 2001 ganz eingestellt.
Das Gleisnetz, das nur dem Güterverkehr dient, war im Jahr 2012 41,732 Kilometer lang.
RLG betreibt zwei Diesellokomotiven, Nr. 54 (MaK G 1206 Baujahr 2008) und Nr. 68 (KHD DG 1200 BBM Baujahr 1962).
Im Omnibusverkehr wurden im Jahr 2012 insgesamt 217 Fahrzeuge (davon 107 eigene Busse) auf einem Liniennetz von 3993 Kilometern Länge eingesetzt. Die Anzahl der öffentlichen Linien betrug 137. Mit den SchnellBussen, RegioBussen, StadtBussen, NachtBussen, TaxiBussen sowie dem AnrufSammelTaxi werden im Kreis Soest und im Hochsauerlandkreis jährlich etwa 12,7 Millionen Fahrgäste befördert.
Seit dem Jahr 2012 setzt die RLG zusammen mit dem Hochsauerlandkreis, dem Kreis Soest und der BRS Busverkehr Ruhr-Sieg GmbH das Projekt mobil4you um. Geplant war unter anderem ein Elektrobus als Quartierbus in Winterberg und Medebach, der zwischen 2013 und 2016 auch teilweise betrieben wurde (heute in Winterberg durch einen Bürgerbus ersetzt).
Ab Juni 2025 soll das Unternehmen zusätzlich das Linienbündel HSK-West, mit Linien im Bereich Sundern, Arnsberg und Meschede betreiben. Westfalenbus hatte hier einen Antrag auf Entbindung von der eigenwirtschaftlichen Konzession bei der Bezirksregierung Arnsberg gestellt. Durch die Auswirkungen der Corona-Pandemie, des Deutschlandtickets, der allgemeinen Inflation und gestiegenen Energiekosten wird keine Basis mehr gesehen, dass Linienbündel per eigenwirtschaftlicher Konzession zu vergeben. Daher soll die RLG als interner Betreiber die Verkehre per Inhouse-Vergabe erhalten. Mit dem neuen Vertragszeitraum sollen die lokalen Verkehre im Bereich Sundern als Stadtbuslinien vermarktet werden. Die Linie R21 wird nur noch zwischen Arnsberg und Sundern verkehren. Auf der Linie R22 werden die saisonalen Zusatzverkehre am Wochenende zurückgenommen. Der Linienverkehr zwischen Sundern-Hagen und Finnentrop wird eingestellt und zwischen Sundern und Balve weiter eingeschränkt.

## Linienangebot

### Schnellbuslinien
| Linie | Linienverlauf                                                 | Bemerkung                               | Takt                           |
| ----- | ------------------------------------------------------------- | --------------------------------------- | ------------------------------ |
| S10   | Neheim – Arnsberg                                             | verkehrt über A46                       | 60 min                         |
| S20   | Neheim – Neheim-Hüsten – Hachen – Stemel – Sundern            | R25 verkehrt parallel                   | 60 min                         |
| S30   | Brilon – Altenbüren – Olsberg – Bigge – Küstelberg – Medebach | Anschlussgarantie an S40 in Niedersfeld | 60 min                         |
| D30   | Brilon – Altenbüren – Olsberg – Bigge – Küstelberg – Medebach | S30 verkehrt parallel                   | vereinzelt in der HVZ          |
| S40   | Schmallenberg – Nordenau – Winterberg – Niedersfeld           | Anschlussgarantie an S30 in Niedersfeld | 60 min                         |
| S60   | Lippstadt – Erwitte – Anröchte – Belecke – Warstein           | R61 verkehrt bis Erwitte parallel       | 60 min, HVZ bis Erwitte 30 min |

### Regiobuslinien Soest
| Linie | Linienverlauf                                     | Bemerkung                         | Takt montags–freitags + samstagvormittags | samstagnachmittags + sonntags |
| ----- | ------------------------------------------------- | --------------------------------- | ----------------------------------------- | ----------------------------- |
| R36   | Soest – Hovestadt – Herzfeld                      |                                   | 60 min                                    | unregelmäßig                  |
| R41   | Hamm-Rhynern – Werl                               | Anschlussgarantie an R47 / C5     | 60 min                                    | 120 min                       |
| R47   | Werl – Westönnen – Ostönnen                       | weiter als C5                     | 60 min                                    | 120 min                       |
| R51   | Soest – Echtrop (– Körbecke) – Belecke – Warstein | nicht alle Fahrten über Körbecke  | 60 min                                    | 120 min                       |
| R54   | Neheim – Niederense – Ostönnen                    | Anschluss in Ostönnen an C5 / R47 | 60 min                                    | 120 min                       |

### Stadtbus Arnsberg
| Linie | Linienverlauf                                                                                           | Takt         |
| ----- | --- | ------------ |
| C1    | Neheim, Busbf – Hüsten – Niedereimer – Arnsberg, Neumarkt weiter als C3 nach Gierskämpen / Waldfriedhof | 30 min       |
| C2    | Neheim, Busbf – Moosfelde                                                                               | 30 min       |
| C3    | Arnsberg Gierskämpen / Waldfriedhof – Neumarkt weiter als C1 nach Neheim                                | 30 min       |
| C4    | Neheim, Johanneskirche – Busbf – Rusch                                                                  | 30 min       |
| C5    | Neheim, Busbf – Bergheim – Bachum – Voßwinkel                                                           | 60 min       |
| C6    | Neheim, Busbf – Hüsten – Herdringen – Hüstener Markt                                                    | 60 min       |
| C7    | Neheim, Busbf – Rumbecker Holz – Neheim-Hüsten, Bahnhof                                                 | unregelmäßig |
| C8    | Neheim-Hüsten, Bahnhof – Holzen – Oelinghauser Heide                                                    | 60 min       |
| C9    | Hüstener Markt – Flammberg                                                                              | 60 min       |
| C10   | Arnsberg, Bahnhof – Von-Bernuth-Str. – Neumarkt – Obereiemer                                            | unregelmäßig |

### Stadtbus Soest
| Linie | Linienverlauf                                                                                           | Takt montags–freitags und samstagvormittags | Takt samstagnachmittags und sonntags    |
| ----- | --- | ------------------------------------------- | --------------------------------------- |
| C1    | Bustreff Hansaplatz – Südostsiedlung                                                                    | 30 min                                      | 60 min                                  |
| C2    | Bustreff Hansaplatz – Gotlandweg                                                                        | 30 min                                      | kein Betrieb (Bedienung durch Linie C1) |
| C3    | Bustreff Hansaplatz – Deiringser Weg                                                                    | 60 min                                      | kein Betrieb                            |
| C4    | Bustreff Hansaplatz – KlinikumStadtSoest – Günne (samstagnachmittags und sonntags bis Neheim - Sundern) | 60 min                                      | 120 min                                 |
| C5    | Bustreff Hansaplatz – KlinikumStadtSoest – Ostönnen                                                     | 60 min                                      | 120 min                                 |
| C6    | Bustreff Hansaplatz – Bahnhof – Hermannstraße                                                           | 60 min                                      | kein Betrieb                            |
| C7    | Bustreff Hansaplatz – Bahnhof – Dortmundweg                                                             | 60 min                                      | kein Betrieb                            |
| C8    | Bustreff Hansaplatz – Bahnhof – Endloser Weg                                                            | 60 min                                      | kein Betrieb                            |

### Sonstige Linien (Neheim / Arnsberg)
323 Neheim-Hüsten, Bahnhof – Hövel – Holzen (Schülerverkehr)
326 Neheim-Hüsten, Bahnhof – Neheim, Busbf – Voßwinkel – Wimbern (Schülerverkehr)
412 Arnsberg – Schreppenberg – Wennigloh (Schülerverkehr)
413 Schreppenberg – Breitenbruch (Schülerverkehr)
414 Arnsberg, Neumarkt – Uentrop (Schülerverkehr)
N5 Arnsberg, Neumarkt – Niedereimer – Bruchhausen – Hüsten – Neheim, Busbf – Bergheim – Bachum – Voßwinkel
N6 Sundern, Rathaus – Müschede – Herdringen – Neheim-Hüsten, Bahnhof – Neheim, Busbf – Niederense – Bremen

## Galerie

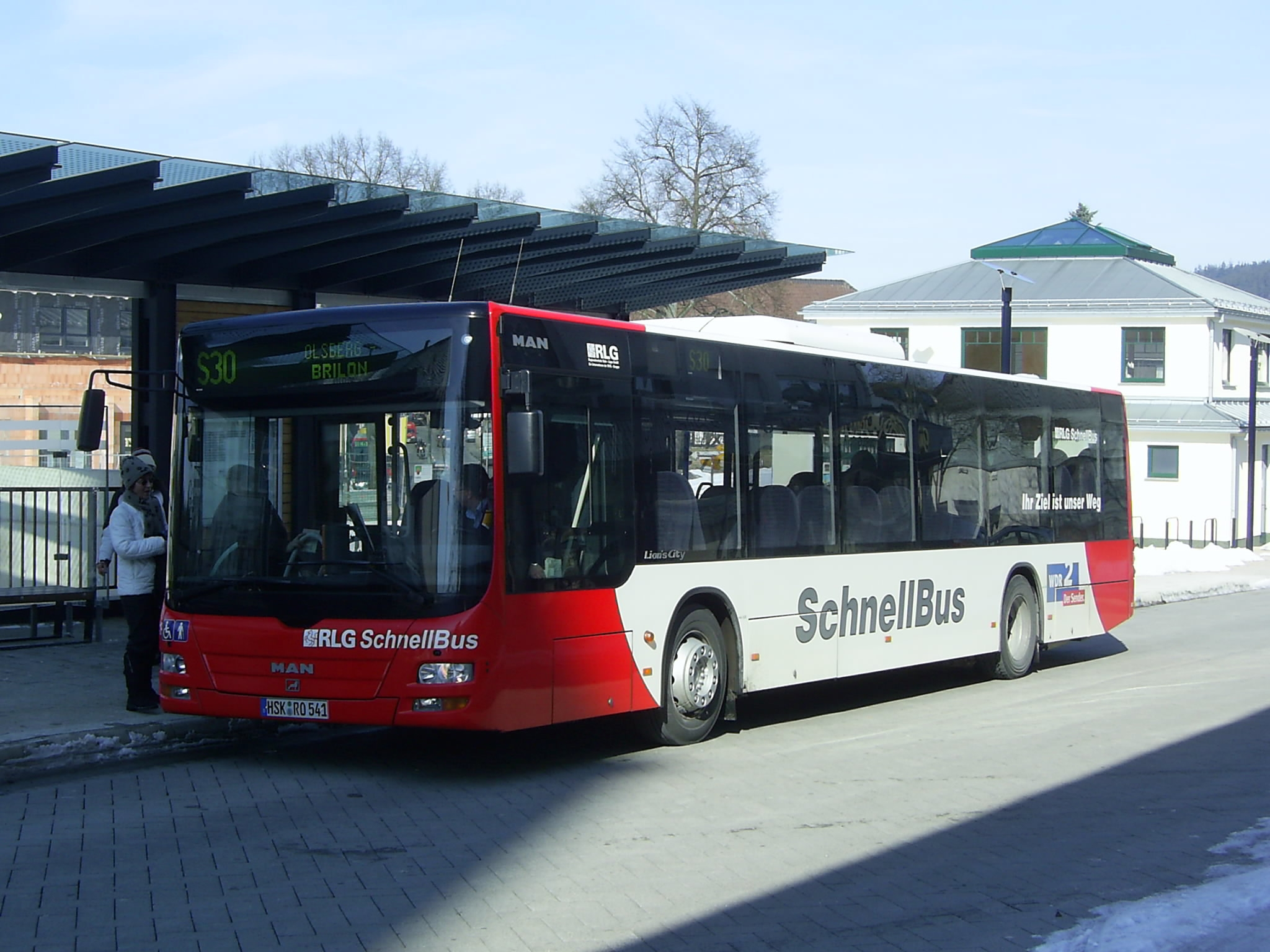
RLG-SchnellBus
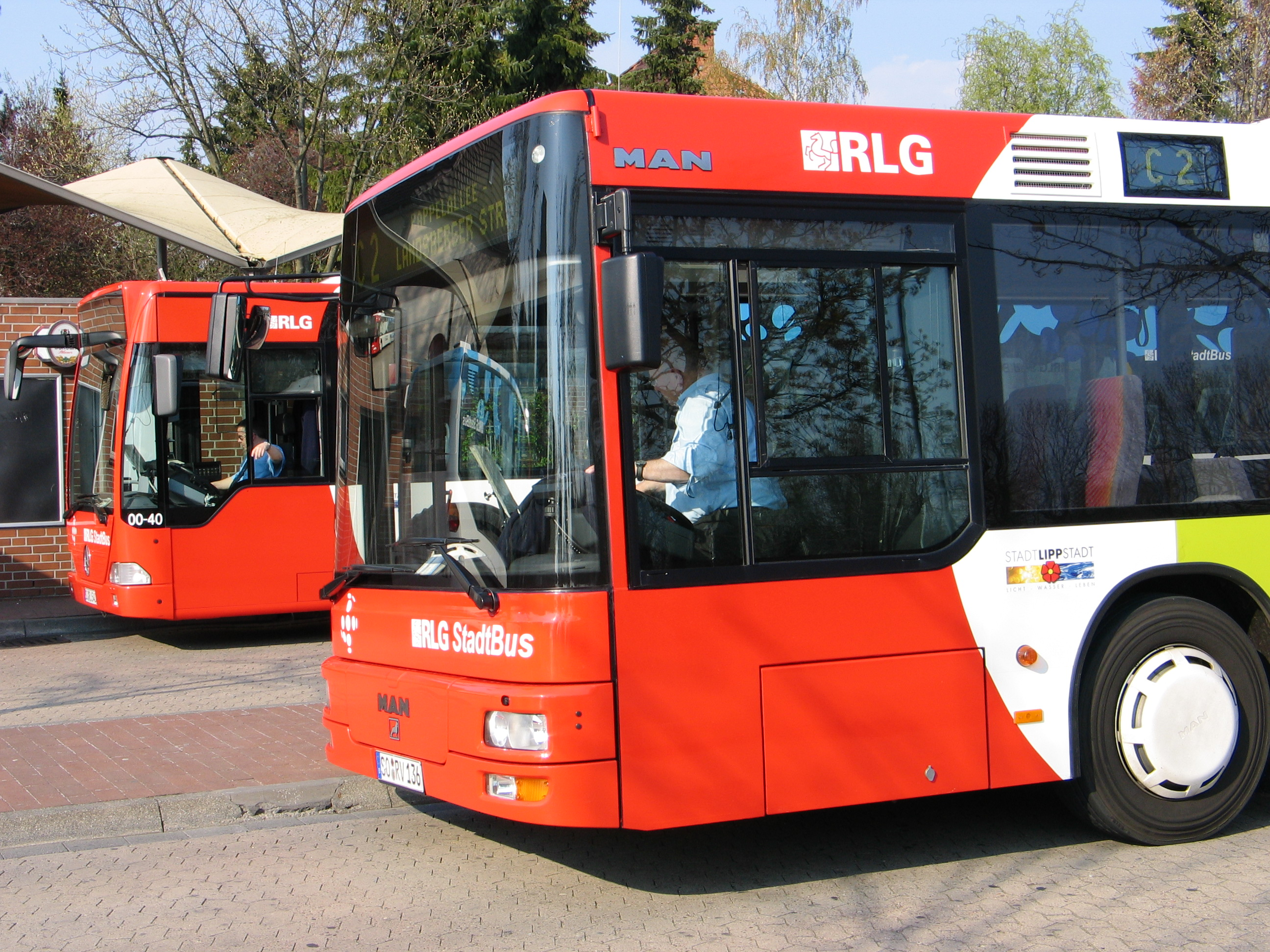
RLG-StadtBus
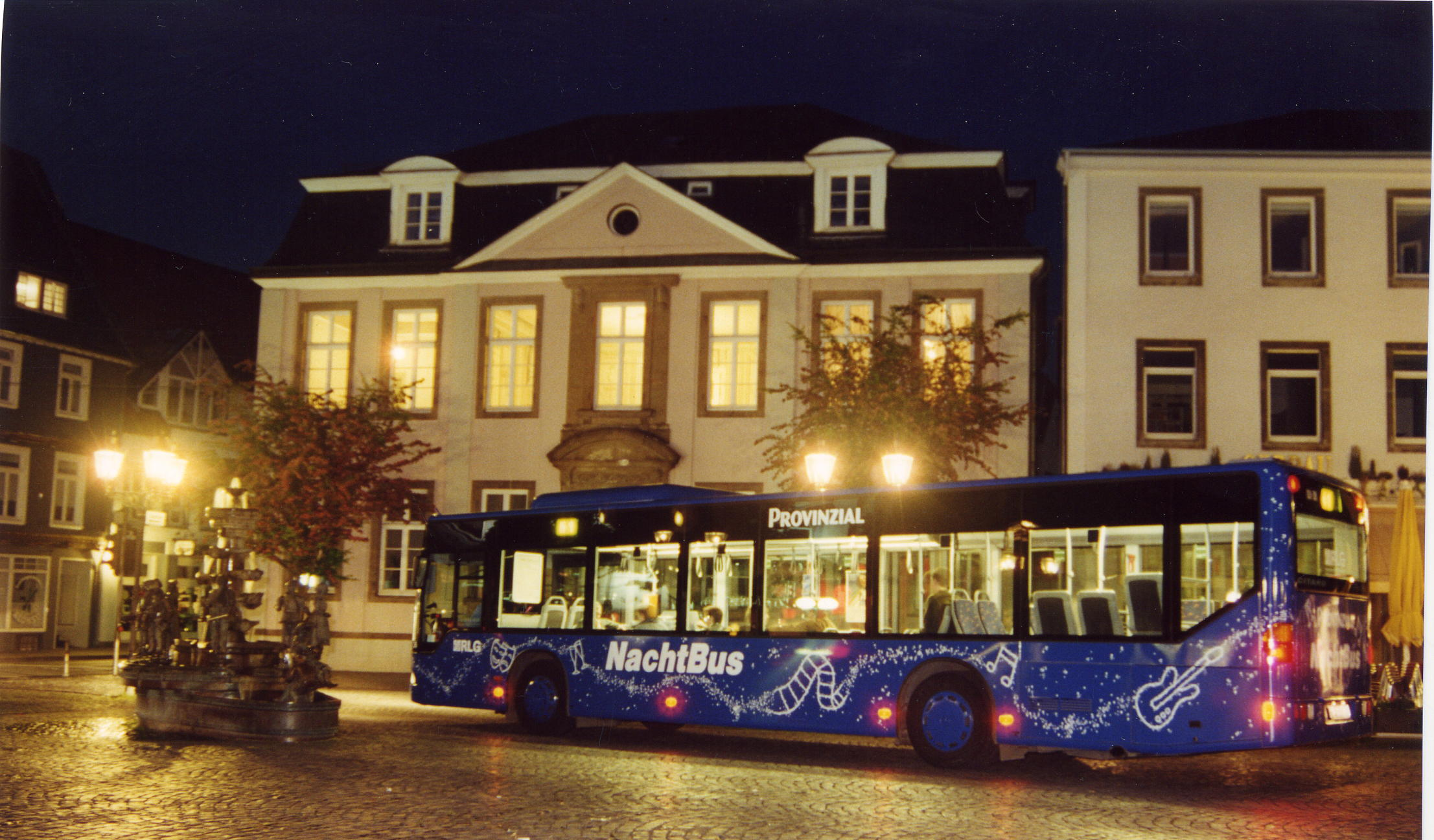
RLG-NachtBus
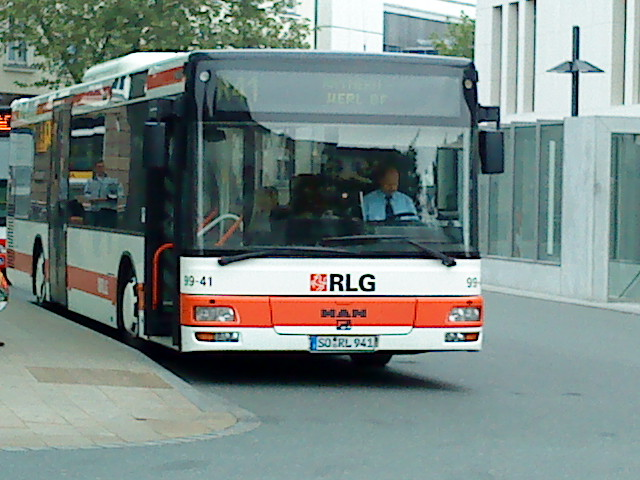
RLG-RegioBus
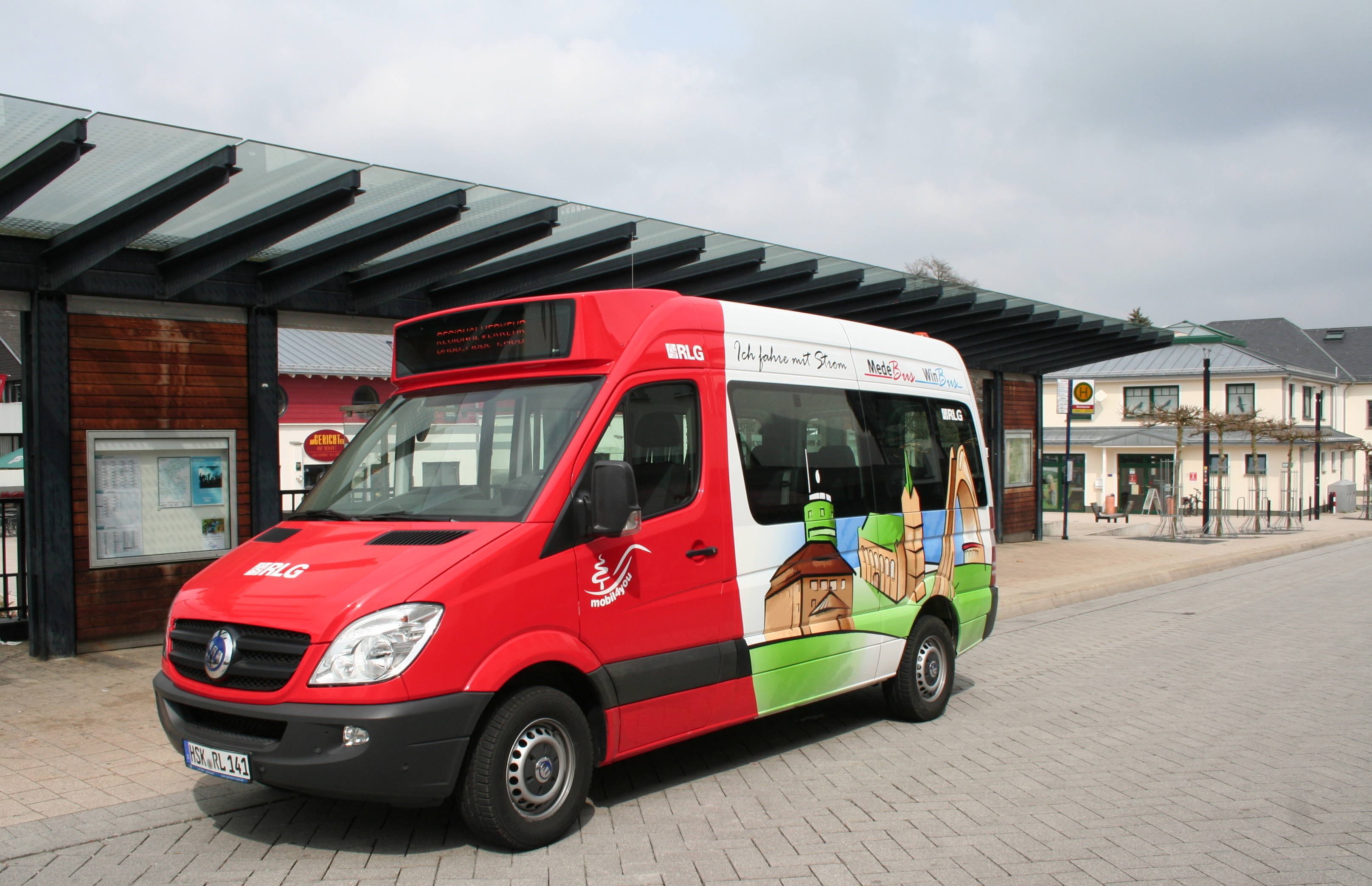
RLG-Batteriebus

## Nachweise
1. ↑  Regionalverkehr Ruhr-Lippe GmbH (RLG) auf Alexanders Privat- und Museumsbahn-Seiten
2. ↑  https://hochsauerlandkreis.ratsinfomanagement.net/sdnetrim/UGhVM0hpd2NXNFdFcExjZY74Yja-BSdV9HbSPwE3OzFJnsdR98UKeVmWEOfjoOjn/Vorlage_10-905.pdf
3. ↑  https://hochsauerlandkreis.ratsinfomanagement.net/sdnetrim/UGhVM0hpd2NXNFdFcExjZdE_3aigpjpT2W6bujTGX22XButGAaEiAZYQDpRQ5vxJ/Anlage_1_-_Ergaenzendes_Dokument_mit_Anlagen_1_bis_3.pdf